# Feng Yang
En una onomàstica xinesa Feng es el cognom i Yang el prenom.
Feng Yang (xinès simplificat: 杨枫) (Tai'an 1981 - ) Productor, guionista i director de cinema xinès.

## Biografia
Feng Yang va néixer el febrer de 1981 a Tia'an, província xinesa de Shandong. Va entrar a la indústria del cinema i la televisió a la dècada de 1990 i va treballar per a Shandong Radio and Television Group com a director, director en cap, productor i director d'art. Va dirigir, planificar i produir diversos documentals i sèries de televisió. Al llarg dels anys, ha participat en la planificació, desenvolupament i incubació de molts projectes cinematogràfics.

## Filmografia destacada
- 2021: 铁道英雄 (Railway Heroes). Es la història d'un extraordinari grup d'herois comuns coneguts com la "Brigada Ferroviària Lunan" que lluiten desesperadament contra l'enemic amb enginy i coratge per defensar la seva pàtria.[3] Premiada al Changchun Film Festival, al Macau International Movie  Festival , al Hollywood Music in Media Awards i al Weibo Awards Ceremony.[3]

- 2022: 极寒之城 (The Coldest City). Protagonitzada per Xia Yu, Li Liqun , Tan Kai, Zhang Guozhu, Zhang Yicong i Jin Shijie. La pel·lícula està ambientada en una freda ciutat del nord-est de la Xina el 1945, un període turbulent de la història xinesa al final de la segona guerra sino-japonesa, amb la rendició de l'exèrcit japonès. En una ciutat deserta i devastada,la història segueix a Gu Nian, una figura clàssica de pistoler, mentre camina només en un vell món materialista i trencat, lluitant per la lleialtat, l'honor i les promeses als seus amics perduts.[4] Va ser projectada al Asian Film Festival Barcelona del 2023[4] i va guanyar el premi del jurat al millor director al 4th New Era International Film Festival Golden Yanghua Award del 2023.[5]